# Marianka (Dukaczew)
Marianka – część wsi Dukaczew w Polsce, położona w województwie łódzkim, w powiecie skierniewickim, w gminie Nowy Kawęczyn.
W latach 1975–1998 Marianka administracyjnie należała do województwa skierniewickiego.